# Radio Bremen

Radio Bremen (RB) – niemiecki nadawca radiowo-telewizyjny, najmniejszy członek ARD. Swym zasięgiem obejmuje landy: Bremę oraz, we współpracy z NDR, Dolną Saksonię, Szlezwik-Holsztyn, Hamburg oraz Meklemburgię-Pomorze Przednie. Działa od 1945.

## Radiofonia
Rozgłośnie radiowe Radio Bremen:
- Bremen Eins (Bremen 1) – program kierowany do słuchaczy dorosłych, prezentujący głównie muzykę oldies oraz m.in. wiadomości w lokalnym dialekcie
- Bremen Zwei
- Bremen Vier (Bremen 4) – program kierowany do młodzieży, nadający głównie muzykę pop i aktualne przeboje
- Bremen Next
- Bremen Cosmo(inne języki) – program integracyjny dla obcokrajowców, realizowany we współpracy wspólnie z Westdeutscher Rundfunk (WDR) i (od 2009 roku) Rundfunk Berlin-Brandenburg; muzyka międzynarodowa, informacje dla (także w j. polskim), brak reklam

## Telewizja
- Radio Bremen produkuje i dostarcza programy dla Das Erste – programu pierwszego niemieckiej telewizji publicznej.
- Radio Bremen wraz z Norddeutscher Rundfunk (NDR) oraz nieistniejącym już Sender Freies Berlin (SFB), rozpoczęło nadawanie regionalnej sieci 4 stycznia 1965. Sieć ta początkowo nazywała się Nord 3, potem przemianowano ją na Norddeutsches Fernsehen N 3, a od grudnia 2001 funkcjonuje pod nazwą NDR Fernsehen.
- 1 stycznia 2005 Radio Bremen rozpoczęło emisję własnego bloku w ramach pasma rozszczepionego Das Erste, pod nazwą Radio Bremen TV(inne języki). Powstaje on przy współpracy z NDR.
- Radio Bremen oraz NDR produkują wspólny serwis teletekstowy NDR-Text(inne języki). Do grudnia 2001 znany był on pod nazwą Nord-Text.